# Tenshinsho Jigen Ryu Hyōhō
Tenshinsho Jigen Ryu Hyōhō 天眞正自源流兵法 är en Koryu Bujutsu (traditionell japansk kampkonst), den grundades i det som nu är Kagoshima (Satsuma-han), Japan på 1500-talet av Kaiso Setoguchi Bizen no Kami Masamoto (1431-1518), en samuraj från Joshu Kasama (dagens Ibaraki -prefektur).
Skolan har specialiserat sig på iaijutsu och kenjutsu men inom skolan tränas också Yawara, Naginata, Bojutsu, Sōjutsu och Nagamaki.